# Bertits Ferenc
Bertits Ferenc (Pécs, 1766 – Kaposvár, 1793. január 25.) katolikus pap, költő.

## Élete
Tanult Pécsett és Budán az egyetemen, ahol Katona István történetiró tanítványa volt. 1784-ben katonáskodott, azután pap lett és a teológiát és bölcseletet a pozsonyi papnevelő-intézetben hallgatta. 1790. május 22.-én misés pappá szenteltetett és Szakcson káplánkodott.

## Munkái
- Alagya, melyet ft. Vizer Ádám urat hivataljától búcsút vevő útjában illetődött tanítványi kisérik és kesergik. Pozsony, 1788. (M. Musában is 1788.)
- Egy pár buzgó lantolat. Uo. 1788. (Szabó András nógrádi főesperes emlékezetése.)
- Háladatos versek. Pécs, 1790.
- Nagy József nevenapját illető versek. Pozsony. 1789.
- Öröm versek Szanyi Ferencz tiszteletére. Pest, 1792.

Versei a Magyar Hírmondóban (1792–1793.) jelentek meg, melyek egyikét II. Leopold hamvaira írta. A magyar nyelv ügyében című értekezése Pécsről keltezve a Mindenes Gyűjteményben (IV. 1790. 173. l.) jelent meg. Katona még Fábryhoz írt versét (1790.) és egy másikat Nunkovics György halálára (1791.) említi.